# Espaces protégés des Pyrénées
Les espaces protégés des Pyrénées concernent et recensent les « espaces protégés », appelés aussi « espaces naturels », présents dans la zone des Pyrénées. Ces espaces sont recensés et gérés par différentes organisations internationales, nationales et régionales, dont les programmes ont des statuts différents, mais néanmoins dont le but général est commun, à savoir préserver la spécificité naturelle et culturelle de tels espaces. Il peut ainsi arriver qu'un même site soit classé par plusieurs organisations, ou que plusieurs sites se recoupent entre eux : par exemple, le site Pyrénées-Mont Perdu classé par l'UNESCO (organisation internationale dépendante de l'ONU) se situe à cheval sur une partie du Parc national des Pyrénées, reconnu et géré par l'État français, et une partie du Parc national d'Ordesa et du Mont-Perdu, reconnu et géré par l'État espagnol, ces derniers contenant eux-mêmes de nombreux sites répertoriés par le réseau européen Natura 2000.
En France, les espaces protégés sont introduits par le code de l’environnement, Livre III : Espaces naturels, dont la définition est : « Les Espaces protégés constituent dans leur ensemble un réseau d'espaces dotés d’une protection réglementaire forte et qui a pour mission de préserver et étudier les milieux naturels et les espèces qui y vivent, assurer la conservation et la gestion durable du patrimoine naturel souvent exceptionnel, accueillir le public et sensibiliser les citoyens à la valeur de ces richesses naturelles et à la nécessité de leur conservation ».

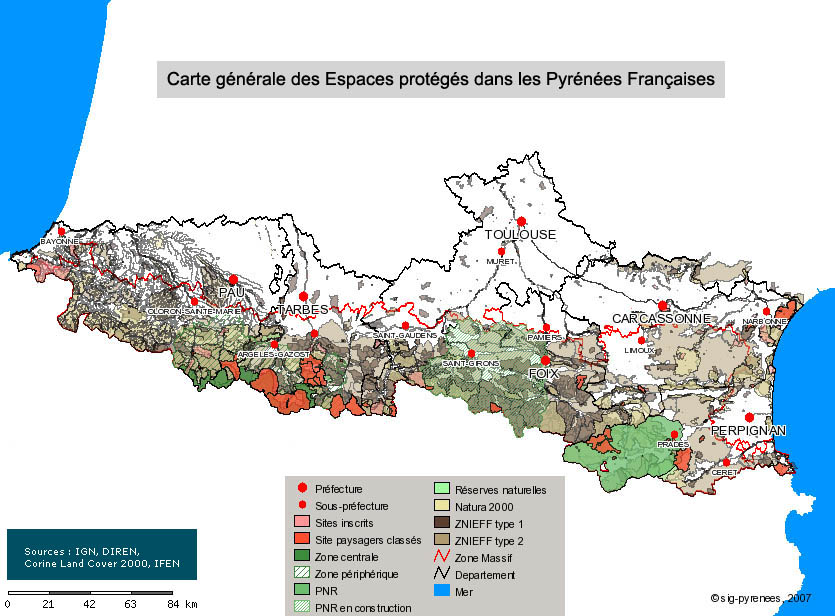
Carte générale des Espaces protégés dans les Pyrénées Françaises
Pour plus de détails, voir la Cartographie interactive du Sig-pyrenees.

## Sites répertoriés par l'Unesco
L'UNESCO, ou encore en français l'Organisation des Nations unies pour l'éducation, la science et la culture, est une organisation internationale dont l'un des buts est de répertorier et préserver le patrimoine culturel et naturel à travers le monde. L'organisation répertorie ainsi plusieurs sites naturels et culturels situés dans les Pyrénées, essentiellement à travers les deux programmes suivants :

### Liste du patrimoine mondial de l'Unesco
Statut : la liste du patrimoine mondial est établie par le Comité du patrimoine mondial de l'UNESCO. Le but du programme est de cataloguer, nommer, et conserver les sites dits culturels ou naturels d'importance pour l'héritage commun de l'humanité. Sous certaines conditions, les sites répertoriés peuvent obtenir des fonds de l'organisation World Heritage Fund. Le programme fut fondé avec la Convention Concernant la Protection du Patrimoine Mondial Culturel et Naturel, qui fut adoptée à la conférence générale de l'UNESCO le 16 novembre 1972. Il recense 3 sites dans les Pyrénées :
- Pyrénées-Mont Perdu[3] ( Espagne -  France) : création en 1995, extension en 1997.
- Églises romanes catalanes de la Vall de Boí[4] ( Espagne) : création en 2000.
- Vallée du Madriu-Perafita-Claror[5] ( Andorre) : création en 2004.

### Programme sur l'homme et la biosphère
Statut : le programme Man and Biosphere (abrégé en programme MaB), en français le programme sur l'homme et la biosphère, est un projet de l'UNESCO qui a pour objet d'associer, dans une approche unifiée, les préoccupations de protection de la nature et celles de développement des populations et économies locales. Il a été initié en 1968, et créé officiellement en 1971. Dans les Pyrénées, les sites répertoriés se situent seulement du côté espagnol (toutefois une réserve est en projet côté français) :
- Réserve de la biosphère des vallées des cours d'eau Jubera, Leza, Cidacos et Alhama[9],[10],[11] (120 000 ha, sierras orientales de la Rioja, Communauté Autonome de La Rioja -  Espagne)
- Réserve de biosphère d'Ordesa-Vignemale (ou réserve de la biosphère d'Ordesa-Viñamala)[12],[13] (52 ha, Aragon -  Espagne) : création en 1977.
- Montseny[14] (30117 ha, Catalogne -  Espagne, localisation 41° 47′ N, 2° 25′ E) : création en 1978.

## Parcs nationaux

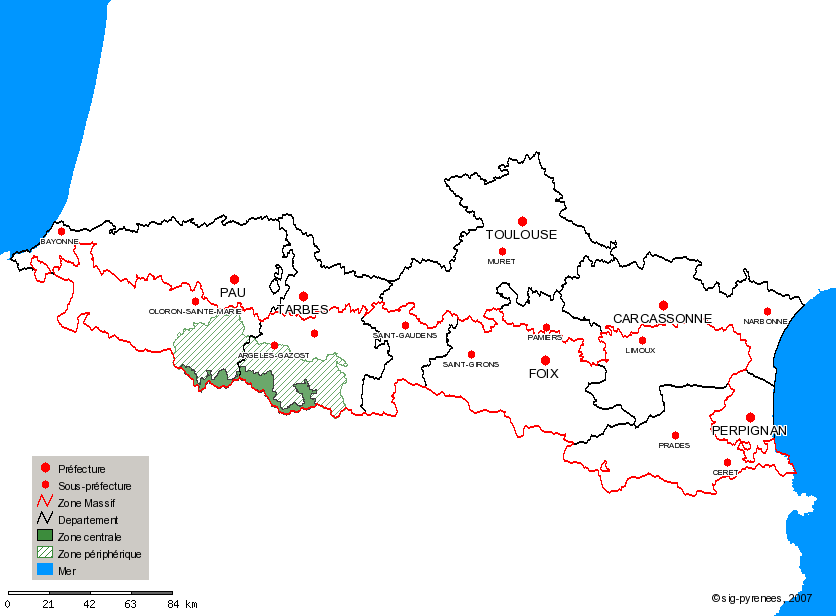
Localisation du Parc national des Pyrénées : en rouge, la zone du massif pyrénéen, en vert foncé, la zone centrale du parc, et en vert hachuré, la zone périphérique du parc

Statut : Le massif des Pyrénées comporte trois parcs nationaux dont deux situés en Espagne et qui ont pour mission de se consacrer à la protection du patrimoine naturel exceptionnel qui leur est confié. Les parcs nationaux ont aussi un rôle dans la connaissance des espaces naturels protégés puisque ce sont le support d’études scientifiques et de recherches.
Côté français (voir aussi Parcs nationaux de France) :
- Parc national des Pyrénées (zone centrale 45 707 ha, zone périphérique 206 352 ha, Pyrénées-Atlantiques et Hautes-Pyrénées -  France) : création en 1967

Côté espagnol :
- Parc national d'Ordesa et du Mont-Perdu (zone centrale 15 608 ha, zone périphérique 19 697 ha, province de Huesca, communauté autonome d'Aragon -  Espagne) : création en 1918, extension en 1982
- Parc national d'Aigüestortes et lac Saint-Maurice (zone centrale 14 119 ha, zone périphérique 26 733 ha, communauté autonome de Catalogne -  Espagne) : création en 1955

## Parcs naturels régionaux

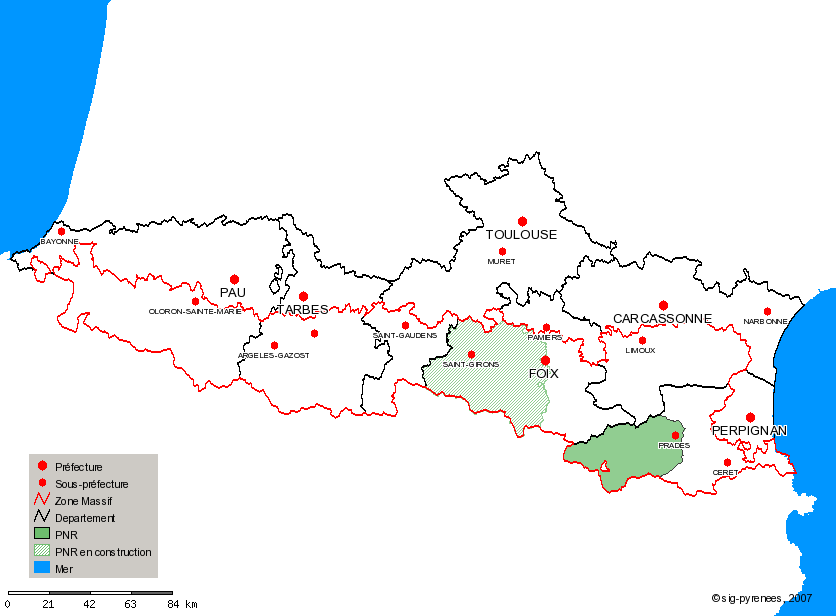
Localisation des Parcs Naturels Régionaux des Pyrénées Françaises, en vert.

Carte des espaces naturels protégés d'Andorre

Statut : Les parcs naturels régionaux ont pour objet de mettre en valeur et protéger des grands espaces habités. Ce sont généralement des territoires ruraux dont la qualité des paysages, du milieu naturel et du patrimoine sont remarquables mais dont l'équilibre est fragile.
Côté français (voir aussi Parc naturel régional) :
- Le Parc naturel régional des Pyrénées catalanes (137 100 ha, Pyrénées-Orientales, Languedoc-Roussillon -  France) : créé en 2004[15]
- Parc naturel régional des Pyrénées ariégeoises (2 500 km² soit 250 000 ha[16], Ariège/Midi-Pyrénées -  France) : créé en 2009 Site officiel du projet de Parc naturel régional des Pyrénées Ariégeoises.

Côté Espagne :
- Parc naturel de Peñas de Aya : voir es:Aiako Harria (6 913 ha[17], communauté autonome du Pays Basque -  Espagne)
- Parc naturel Seigneurie de Bertiz, voir pour l'instant es:Señorío de Bertiz (2 040 ha[18], communauté forale de Navarre -  Espagne), inclus le Jardin botanique seigneurie de Bertiz.
- Parc naturel de Posets-Maladeta (33 267 ha[19], province de Huesca, communauté autonome d'Aragon -  Espagne) : création en 1994
- Parc naturel de la Sierra et des gorges de Guara (47 450 ha[20], province de Huesca, communauté autonome d'Aragon -  Espagne) : création en 1990
- Parc naturel de l'Alt Pirineu (69 850 ha, comarques de Pallars Sobirà et Alt Urgell, province de Lérida, communauté autonome de Catalogne  -  Espagne) : création en 2003
- Parc naturel de Cadi-Moixero (41 342 ha, provinces de Barcelone, Gérone et Lérida, communauté autonome de Catalogne  -  Espagne) : création en 1983
- Parc naturel de la zone volcanique de la Garrotxa (12 007 ha[21], comarque de la Garrotxa, communauté autonome de Catalogne -  Espagne), inclus les volcans de Santa Margarida, de la Garrinada, du Croscat, du Montolivet, du Montsacopa : création en 1982. Voir aussi Fageda d'en Jordà.
- Parc naturel du Cap de Creus (13 886 ha[22] communauté autonome de Catalogne  -  Espagne)

Côté Andorre :
- Parc naturel de Sorteny (1 080 ha, Ordino  Andorre)
- Parc naturel des vallées du Coma Pedrosa (1 543 ha, La Massana  Andorre)

## Réserves naturelles

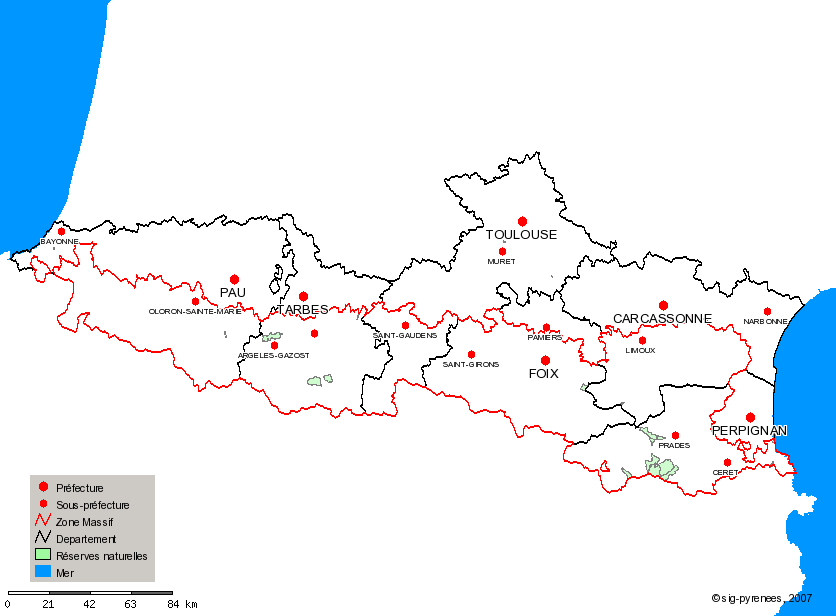
Localisation des Réserves Naturelles dans les Pyrénées Françaises, en vert clair.

Statut : une réserve naturelle est un territoire protégé pour préserver un patrimoine naturel remarquable et menacé, qu'il s'agisse d'espèces vivantes animales et végétales, de minéraux, de fossiles, ou du milieu naturel, pouvant inclure des activités traditionnelles... Une réserve naturelle peut avoir une importance locale, régionale ou nationale.
Le classement d'une zone en réserve naturelle doit permettre de la soustraire à toute dégradation d'ordre naturel (incendies, comblement naturel d'un lac, fermeture naturelle d'une pelouse sèche, etc.) ou par l'activité de l'homme (pollution volontaire ou non, incendie criminel, exploitation, etc.) qui pourrait nuire à la préservation de son patrimoine naturel.
Les réserves naturelles constituent l'un des outils de protection des milieux naturels, et sont complémentaires d'autres formes de protection comme les parcs nationaux, les parcs régionaux, le conservatoire du littoral.
Il existe une vingtaine de réserves naturelles sur l'ensemble des 6 départements français des Pyrénées :
- Réserve naturelle régionale d'Errota Handia (10 ha, Pyrénées-Atlantiques, Nouvelle-Aquitaine -  France)
- Réserve naturelle régionale d'Aulon (1 237 ha, Hautes-Pyrénées, Midi-Pyrénées -  France)
- Réserve naturelle régionale du massif du Pibeste-Aoulhet (5 110 ha, Hautes-Pyrénées, Midi-Pyrénées -  France)
- Réserve naturelle régionale des tourbières de Clarens (132 ha, Hautes-Pyrénées, Midi-Pyrénées -  France)
- Réserve naturelle régionale du Lac de la Thésauque (23 ha, Haute-Garonne, Midi-Pyrénées -  France)
- Réserve naturelle régionale d'Embeyre (750 ha, Ariège, Midi-Pyrénées -  France)
- Réserve naturelle régionale de Nyer (2 234 ha, Pyrénées-Orientales, Languedoc-Roussillon -  France)
- Réserve naturelle nationale de la Vallée d'Ossau (82 ha, réserve de nidification des vautours fauves, Pyrénées-Atlantiques, Nouvelle-Aquitaine -  France)
- Réserve naturelle nationale du Néouvielle (2 313 ha, Hautes-Pyrénées, Midi-Pyrénées -  France)
- Réserve naturelle nationale de la grotte du T.M. 71 (96 ha, Aude, Languedoc-Roussillon -  France)
- Réserve naturelle nationale de Conat (549 ha, Pyrénées-Orientales, Languedoc-Roussillon -  France)
- Réserve naturelle nationale de Jujols (472 ha, Pyrénées-Orientales, Languedoc-Roussillon -  France)
- Réserve naturelle nationale de Nohèdes (2 137 ha, Pyrénées-Orientales, Languedoc-Roussillon -  France)
- Réserve naturelle nationale de Py (3 930 ha, Pyrénées-Orientales, Languedoc-Roussillon -  France)
- Réserve naturelle nationale de Mantet (3 028 ha, Pyrénées-Orientales, Languedoc-Roussillon -  France)
- Réserve naturelle nationale de Prats-de-Mollo-la-Preste (2 186 ha, Pyrénées-Orientales, Languedoc-Roussillon -  France)
- Réserve naturelle nationale de la vallée d'Eyne (1 177 ha, Pyrénées-Orientales, Languedoc-Roussillon -  France)
- Réserve naturelle nationale de la forêt de la Massane (336 ha, Pyrénées-Orientales, Languedoc-Roussillon -  France)
- Réserve naturelle nationale du Mas Larrieu (145 ha, Pyrénées-Orientales, Languedoc-Roussillon -  France)
- Réserve naturelle nationale marine de Cerbère-Banyuls (650 ha, Pyrénées-Orientales, Languedoc-Roussillon -  France)

Sources : APEM et DIREN régionales,,.

## Arrêtés préfectoraux de protection de biotope
Ces arrêtés préfectoraux sont régis par le Code de l'Environnement, Livre IV, Article L411-1 et L411-2.
Statut : « La France compte plus de cinquante outils de protection d'espaces naturels, en distinguant les protections réglementaires, contractuelles et internationales. L'arrêté de protection des biotopes est la plus récente des procédures réglementaires. Elle complète le dispositif formé principalement par les réserves naturelles, les réserves naturelles volontaires, les parcs nationaux et les sites classés. » Source : Site internet de la DIREN LANGUEDOC-ROUSSILLON
Il existe actuellement :
- 13 APPB en Aquitaine[30]
- une vingtaine en Midi-Pyrénées[31]
- 20 en Lanquedoc-Roussillon[32]

## Sites du conservatoire régional des espaces naturels
Statut : Le conservatoire régional des espaces naturels est une association chargée de la conservation, de la protection, de la gestion et de la valorisation des sites naturels remarquables. Concentrant son activité sur la faune et la flore en danger, le CREN œuvre activement en faveur de la biodiversité et en s'inscrivant dans un démarche scientifique, le CREN contribue à une meilleure connaissance des patrimoines naturels régionaux.
- Le CREN Aquitaine protège et gère plus d'une cinquantaine de sites naturels en Aquitaine dont une dizaine dans les Pyrénées (Pyrénées-Atlantiques)[33] notamment :
  - le val de Copen (9 ha, communes de Lées-Athas, Lescun, vallée d'Aspe, Pyrénées-Atlantiques, Nouvelle-Aquitaine  France)
  - la falaise d'Arguibelle (13,68 ha, communes de Lanne-en-Barétous, Montory, Pyrénées-Atlantiques, Nouvelle-Aquitaine  France)
  - la grotte de Mikelauensilo (0,1 ha, commune de Lecumberry, Pyrénées-Atlantiques, Nouvelle-Aquitaine  France)
  - ou encore la galerie Petechanea (0,10 ha, commune de Banca, Pyrénées-Atlantiques, Nouvelle-Aquitaine  France)
  - ...etc.
- Le CREN Midi-Pyrénées gère 10 sites répartis sur toute la région[34] et notamment dans les Pyrénées ariègeoises avec :
  - la vallée de l'Hers (Ariège, Midi-Pyrénées  France)
  - la forêt de Frau (Ariège, Midi-Pyrénées  France)
- Le CREN Languedoc-Roussillon[35] réalise 2 actions :
  - Inventaire des Zones naturelles d'intérêts écologique, faunistique et floristique (ZNIEFF) ;
  - Inventaire des mares du Languedoc-Roussillon.

## Les sites paysagers inscrits et classés

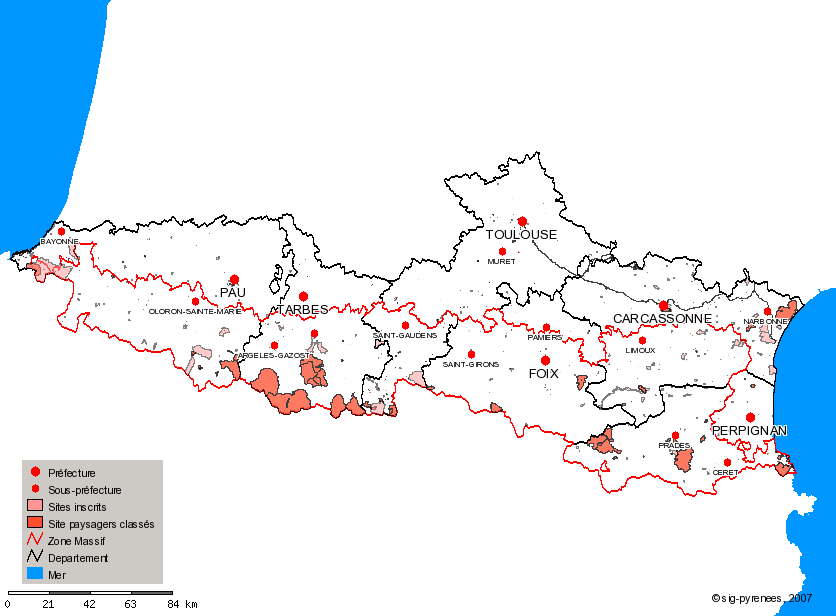
Localisation des sites Paysagers Inscrits et Classés des Pyrénées Françaises.

Statut : « La loi de 1930 sur les sites permet de protéger des espaces d'une grande diversité : parcs et jardins, espaces naturels, pays et terroirs marqués par l'empreinte humaine, écrins paysagers des monuments pour lesquels la seule protection des abords serait insuffisante ou inadaptée. »
Source : http://www.lot-et-garonne.pref.gouv.fr/1-7553-Sites-inscrits-et-classes.php
 Voir aussi aire protégée.
Il y aurait plus de 173 sites classés et 491 sites inscrits sur l'ensemble des 6 départements français des Pyrénées :
- Voir Liste des sites Inscrits et Classés en Aquitaine;
- Voir Carte des sites Inscrits et classés en Midi-Pyrénées;
- Voir Les chiffres concernant les sites Inscrits et Classés en Languedoc-Roussillon et Cartographie des sites Inscrits et Classés en Languedoc-Roussillon.

## Réserves de chasse et de faune sauvage et Réserves biologiques domaniales ou forestières
Statut : Il existe en France des Réserves de chasse et de faune sauvage et des Réserves biologiques, ce sont soit des Réserves biologiques domaniales, soit des Réserves biologique forestières. Il en existe une dizaine dans les Pyrénées.
- Les Réserves de chasse et de faune sauvage[37] sont gérées par l'ONCFS.
  - Réserve de chasse et de faune sauvage du Mont Valier (ex Réserve domaniale de chasse)[38] (9 037 ha, Ariège, Midi-Pyrénées -  France)
  - Réserve nationale de chasse et de faune sauvage d'Orlu[39] : isard, marmotte, lagopède, grand tétras (4 248 ha, Ariège, Midi-Pyrénées -  France)
  - Réserve nationale de chasse de Vinamala (province de Huesca, Aragon,  Espagne)
  - Réserve nationale de chasse au gros gibier de Benasque (province de Huesca, Aragon,  Espagne)
  - Réserve nationale de chasse d'Alt Pallars - Aran (106 661 ha, s'étale sur quatre comarques: Pallars Sobirà, Val d'Aran, Alta Ribagorça et l'Alt Urgell, communauté autonome de Catalogne -  Espagne)
  - Réserve nationale de chasse de Cadi[40]  (46 591 ha, s'étale sur trois comarques : l'Alt Urgell, le Berguedá et la Cerdanya, communauté autonome de Catalogne -  Espagne)
  - Réserve nationale de chasse de Cerdanya - Alt Urgell (19 003 ha, communauté autonome de Catalogne -  Espagne)
  - Réserve nationale de chasse de Freser-Setcases[41] (12 500 ha, Vallée de Nuria, communauté autonome de Catalogne -  Espagne)
  - Réserve nationale de chasse de Los Circos (16 000 ha[42], province de Huesca, Aragon -  Espagne)
  - Réserve de chasse de la forêt de Picaussel (Pays de Sault, Ariège, Midi-Pyrénées -  France)
- Les Réserves biologiques domaniales ou forestières[43] (Dirigées ou Intégrales) sont un statut qui s’applique au domaine forestier de l’État géré par l’Office national des forêts (ONF). Les Réserves biologiques forestières sont gérées par les collectivités.
  - Réserve de chasse de la forêt de Burat Palarquère[44] (173 ha, Haute-Garonne, Midi-Pyrénées -  France)
  - Réserve de chasse de la forêt de Bagnères de Luchon[44] (617 ha, Haute-Garonne, Midi-Pyrénées -  France)
  - Réserve de l’Isard (Ariège, Midi-Pyrénées -  France)
  - Réserve de Bernadouze (Ariège, Midi-Pyrénées -  France)
  - Réserve du Carcanet (Ariège, Midi-Pyrénées -  France)
  - Réserve du Pinata : gestion d'un territoire à Grand tétras[45] (Aude, Languedoc-Roussillon -  France)
  - Réserve des gorges de la Frau (Aude, Languedoc-Roussillon -  France)

## Zones naturelles d'intérêt écologique, faunistique et floristique
On trouve dans les Pyrénées Françaises, des Zones naturelles d'intérêt écologique, faunistique et floristique (ZNIEFF) de type 1 et de type 2 : elles correspondent au recensement d'espaces naturels terrestres remarquables, validé scientifiquement dans chaque région par le conseil scientifique régional du patrimoine naturel puis nationalement par le Muséum national d'histoire naturelle.

### ZNIEFF de type 1

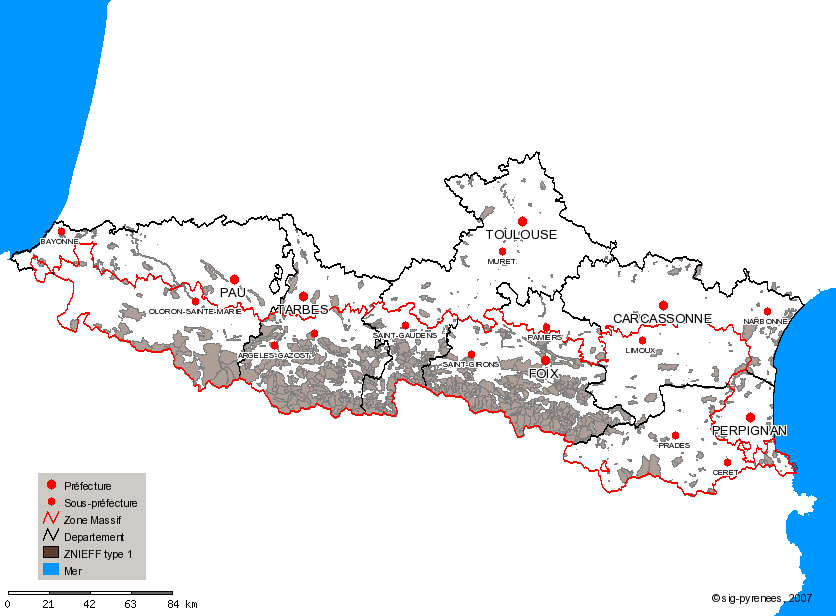
Localisation des ZNIEFF de type 1 dans les Pyrénées Françaises, en gris.

Statut : ce sont des espaces de superficie réduite, homogènes d’un point de vue écologique, et qui abritent au moins une espèce et/ou un habitat rares ou menacés, d’intérêt aussi bien local que régional, national ou communautaire.
On en dénombre environ 946 sur l'ensemble des 6 départements des Pyrénées françaises.
Exemples :
- Cirque de Gavarnie, Taillon, Marboré (2 088,97 ha, Hautes-Pyrénées, Midi-Pyrénées -  France)
- Cirque de Vignemale (2 088,97 ha, Hautes-Pyrénées, Midi-Pyrénées -  France)
- Pic de Ger (2 613 m, Hautes-Pyrénées, Midi-Pyrénées -  France)
- Massif du Pic du Midi d'Ossau (Hautes-Pyrénées, Midi-Pyrénées -  France)
- Lac de Montbel (550 ha, Ariège, Midi-Pyrénées -  France)
- Forêt de Bélesta (1 108,62 ha, Ariège, Midi-Pyrénées -  France)
- Etangs de Bassiès et Pic Rouge de Bassiès (1 406,14 ha, Ariège, Midi-Pyrénées -  France)
- Plateau de Lhers (539,17 ha, Ariège, Midi-Pyrénées -  France)
- Etangs de Camporeils (Pyrénées-Orientales, Languedoc-Roussillon -  France)
- Sommet du Madres (2 469 m, Pyrénées-Orientales, Languedoc-Roussillon -  France)
- ...etc.

Source : APEM, Sig-pyrenees.net, 2007

### ZNIEFF de type 2

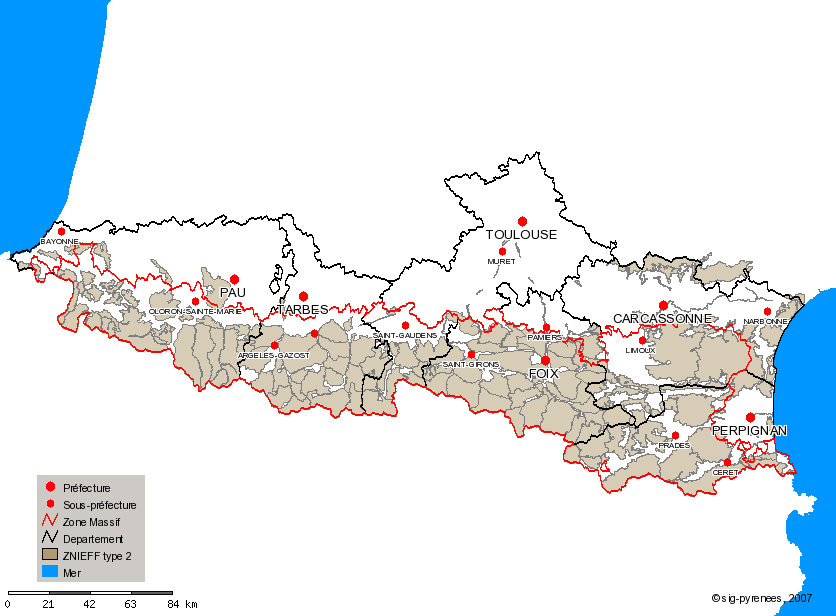
Localisation des ZNIEFF de type 2 dans les Pyrénées françaises, en marron clair.

Statut : ce sont de grands ensembles naturels riches, ou peu modifiés, qui offrent des potentialités biologiques importantes. Elles peuvent inclure des zones de type I et possèdent un rôle fonctionnel ainsi qu’une cohérence écologique et paysagère.
On en dénombre environ 166 sur l'ensemble des 6 départements des Pyrénées françaises.
Exemples :
- Haute vallée du Ger et Massif du Bazet (4 316,76 ha, Hautes-Pyrénées, Midi-Pyrénées -  France)
- Massif du Vignemale, zone centrale du parc national (10 170,03 ha, Hautes-Pyrénées, Midi-Pyrénées -  France)
- Massif de l'Arbizon (6 531,09 ha, Hautes-Pyrénées, Midi-Pyrénées -  France)
- Forêt du Carcanet (1 008,31 ha, Ariège, Midi-Pyrénées -  France)
- Razes de Mirepoix (2 094,64 ha, Ariège, Midi-Pyrénées -  France)
- Bas pays d'Olmes (13 189,01 ha, Ariège, Midi-Pyrénées -  France)
- Terrasses de l'Ariège (354,67 ha, Ariège, Midi-Pyrénées -  France)
- Vallée du Biros (10 692,68 ha, Ariège, Midi-Pyrénées -  France)
- Le Vallespir (26 104,7 ha, Pyrénées-Orientales, Languedoc-Roussillon -  France)
- ...etc.

Source : APEM, Sig-pyrenees.net, 2007

## Le réseau Natura 2000

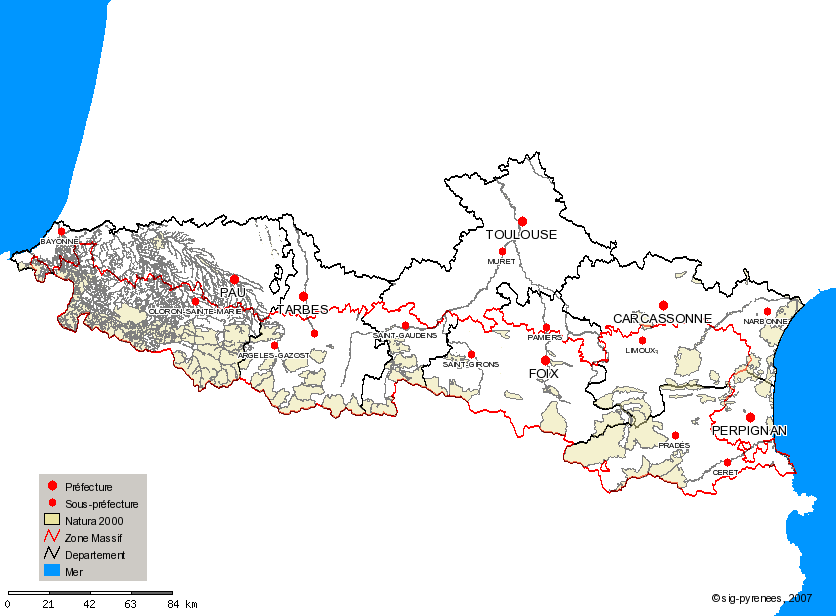
Localisation des sites du Réseau Natura 2000 des Pyrénées Françaises, en beige. Crédit : SIG-Pyrenees

Statut : le réseau Natura 2000 est un réseau de sites écologiques (naturels ou semi-naturels) ayant une grande valeur patrimoniale par les habitats naturels ou la faune et la flore exceptionnelles qu'ils contiennent. La constitution du réseau Natura 2000 a pour objectif de maintenir la diversité biologique des milieux, tout en tenant compte des exigences économiques, sociales, culturelles et régionales dans une logique de développement durable.
Il existe 116 sites Natura 2000 sur l'ensemble des 6 départements français des Pyrénées.
Exemples :
- Haute-Soule : Massif de la Pierre Saint-Martin (http://natura2000.ecologie.gouv.fr/sites/FR7212008.html)
- Massif de Sesques et de l'Ossau (http://natura2000.ecologie.gouv.fr/sites/FR7200744.html)
- Gave d'Ossau (http://natura2000.ecologie.gouv.fr/sites/FR7200793.html)
- Vallée de l'Adour (http://natura2000.ecologie.gouv.fr/sites/FR7300889.html)
- Capcir-Carlit-Campcardos[46]
- ...etc.

Source : fiches des sites Natura 2000 du sud-ouest de la France sur http://natura2000.ecologie.gouv.fr/regions/REGFR62.html

## Les Zones Importantes pour la Conservation des Oiseaux (ZICO) et Zones de Protection Spéciale (ZPS)
Statut : À la suite de la Directive Européenne « Oiseaux » de 1981 (Directive CEE no 79/409 du 6 avril 1979), il a fallu inventorier les premiers sites des Zones Importantes pour la Conservation des Oiseaux (ZICO), il a été dénombré 277 ZICO en France. Par la suite, en 2006, 214 de ces ZICO ont été désignées comme Zones de protection spéciale.
Dans les Pyrénées, on peut compter 40 ZICO dont 9 ZPS suivantes :
- Basse plaine de l'Aude (4 486 ha, Hérault (55 %) et Aude (45 %), Languedoc-Roussillon -  France)
- Basses Corbières[49] (29 380 ha, Aude (50 %) et Pyrénées-Orientales (50 %), Languedoc-Roussillon -  France)
- Montagne de la Clape[50] (9 047 ha, Aude, Languedoc-Roussillon -  France)
- Canigou-Conques de la Preste (20 224 ha, communes de Mantet, Prats-de-Mollo-la-Preste et Py, Pyrénées-Orientales, Languedoc-Roussillon -  France)
- Site Natura 2000 Hautes vallées d'Aspe et d'Ossau (49 218 ha, Pyrénées-Atlantiques, Nouvelle-Aquitaine -  France)
- Site Natura 2000 Réserve naturelle d'Ossau (ou de Bielle)[51] (82 ha, Pyrénées-Atlantiques, Nouvelle-Aquitaine -  France)
- Site Natura 2000 Cirque de Gavarnie (9 285 ha, Hautes-Pyrénées, Midi-Pyrénées -  France)
- Site Natura 2000 Vallée de l'Isard, mail de Bulard, pics de Mauberme, de Serre-Haute et du Crabère (6 428 ha, Ariège, Midi-Pyrénées -  France)
- Site Natura 2000 Quiès calcaires de Tarascon-sur-Ariège et grotte de la Petite Caougno (2 484 ha, Ariège, Midi-Pyrénées -  France)

## Espaces protégés adjacents
Sont classés ici les Espaces Naturels à proximité de la zone massif (Confère la carte de délimitation de la zone massif des Pyrénées) mais pas directement en rapport avec la zone montagneuse proprement dite.
- Réserve Africaine de Sigean (260 ha, Aude, Languedoc-Roussillon -  France)
- Sites du Conservatoire de l’Espace Littoral et des Rivages Lacustres (CELRL)
- Zones humides d'importance internationale[52] issues de la Convention de Ramsar.